# 1212
1212 (MCCXII) var ett skottår som började en söndag i den julianska kalendern.

## Händelser

### Mars
- 20 mars – Augustinkorherrarnas kloster i Leipzig grundas, med den klosterskola som sedermera blir Thomasschule.

### Juli
- 16 juli – En korstågshär besegrar almohaderna i slaget vid Navas de Tolosa.

### Okänt datum
- Barnkorståget inleds.
- Sankta Klaras orden instiftas av Klara av Assisi.
- Böhmen erkänns som ett ärftligt kungarike.
- Grunden läggs till katedralen i Reims.

## Födda
- Isabella II av Jerusalem, drottning av Jerusalem, kejsarinna av Tysk-romerska riket och drottning av Sicilien.
- Maria av Tjernigov, rysk krönikör, furstendömet Rostovs regent.

## Avlidna
- 12 maj – Dagmar av Böhmen, drottning av Danmark sedan 1205, gift med Valdemar Sejr (död detta eller nästa år).
- Roger Bacon (död omkring detta år).